# دنغيزك
دنغيزك هي قرية في مقاطعة نظر أباد، إيران. عدد سكان هذه القرية هو 1,572 في سنة 2006.